# Dewar Cup 1974
Il Dewar Cup 1974 è stato un torneo di tennis giocato sul sintetico indoor. È stata la 7ª edizione del Dewar Cup, che fa parte del Commercial Union Assurance Grand Prix 1974. Si è giocato a Londra in Gran Bretagna, dall'11 al 17 novembre 1974.

## Campioni

### Singolare
Jimmy Connors ha battuto in finale  Brian Gottfried con il punteggio di 6–2 7–6

### Doppio
Jimmy Connors /  Ilie Năstase hanno battuto in finale  Brian Gottfried /  Raúl Ramírez con il punteggio di 3–6, 7–6, 6–3